# Giftkremla
Giftkremla (Russula emetica) är en svampart i släktet kremlor. Giftkremlan har en starkt brännande smak och klassas som oätlig och svagt giftig. 
Giftkremla är typart för släktet Russula. Den har en röd, konvex till flat hatt som är upp till 8,5 centimeter i diameter, med ett toppskikt som kan skalas bort nästan ända in till centrum. Lamellerna är vita till creme-färgade och sitter tätt. Den jämna och vita foten mäter upp till 10,5 centimeters höjd och 2,4 centimeters bredd. Den beskrevs vetenskapligt för första gången 1774. Denna svamp har ett stort utbredningsområde på norra halvklotet, där den växer på jorden i fuktig skogsmark och bildar mykorrhiza med barrträd, särskilt med tall. 
Svampens namn syftar på de skador i matsmältningskanalen som den orsakar om den äts rå. Fruktkroppens kött är mycket pepprigt, men dess frånstötande smak och dess giftighet kan tas bort med förvällning alternativt ättiksinläggning. I allmänhet rekommenderas det inte att man äter den, men det är ganska vanligt att man äter den i Östeuropa och Ryssland. I släktet Russula finns det många arter som liknar giftkremla, med röd hatt och vita lameller. En del av dessa kan med säkerhet skiljas från giftkremlan endast med hjälp av mikroskopiska egenskaper. 